# Micrabraxas rotundata
Micrabraxas rotundata là một loài bướm đêm trong họ Geometridae.